# 24 de Diciembre (estación)
La estación 24 de Diciembre forma parte de la Línea 2 del Metro de Panamá, que cubre entre las estaciones de San Miguelito y Nuevo Tocumen. Fue inaugurada el mismo día de la inauguración de la Línea 2, el 25 de abril de 2019. La estación está elevada sobre la Carretera Panamericana y se ubica entre las estaciones de Altos de Tocumen y Nuevo Tocumen.
Durante 2024, la estación estuvo entre las cinco más utilizadas de toda la red a través de las validaciones de tarjetas.